# Samsam (plaats)
Samsam is een bestuurslaag in het regentschap Tabanan van de provincie Bali, Indonesië. Samsam telt 4190 inwoners (volkstelling 2010).